# Kelapa Dua (Kelapa Dua)
Kelapa Dua is een bestuurslaag in het regentschap Tangerang van de provincie Banten, Indonesië. Kelapa Dua telt 34.537 inwoners (volkstelling 2010).